# Milizia universitaria
La Milizia universitaria era una specialità della Milizia Volontaria per la Sicurezza Nazionale, con gli stessi compiti e funzioni.

## Storia
A seguito delle prime aggregazioni del 1925, nel 1929 tali gruppi furono riuniti e posti alle dipendenze di un ispettorato generale con sede a Roma e nel settembre del 1931 ebbe un proprio ordinamento, e con una organizzazione iniziale su cinque legioni.
Nelle città sede di università i reparti ivi esistenti erano considerati autonomi, conservando la formazione su coorte o centurie secondo la loro entità. Venne poi riorganizzata su 9 legioni, 14 coorti autonome e 2 centurie autonome in Libia italiana ed in Africa Orientale Italiana.

## Composizione
Il personale era interamente reclutato tra gli studenti universitari, raggruppato nei reparti a seconda della facoltà universitaria. Gli ufficiali erano scelti preferenzialmente tra gli studenti che avessero già prestato servizio nel Regio Esercito con il grado di ufficiale.
Grazie ad un accordo tra Ministero della guerra, Ministero dell'educazione nazionale e Comando Generale, gli studenti erano agevolati nello svolgimento del servizio militare di leva con il Corso allievi ufficiali della Milizia universitaria: per due anni durante l'anno accademico ricevevano una speciale istruzione, seguita durante la pausa estiva dall'addestramento presso le Scuole AUC del Regio Esercito. Gli studenti riconosciuti idonei ricevevano il grado di sottotenente e venivano inviati al servizio di prima nomina ai corpi.

## Uniforme
Il personale nazionale della Milizia universitaria vestiva l'uniforme grigioverde della MVSN. Si distingueva per il cappello alpino privo di nappina e di penna, con fascia e bordi neri e per le filettature nere delle fiamme, dei fregi e delle spalline. Come per tutta la MVSN, i fasci littori sostituivano sulle mostrine le stellette tipiche delle Regie Forze Armate..
Il distintivo speciale ed il fregio consistevano in un'aquila ad ali spiegate stringente tra gli artigli un moschetto su un libro aperto.

## Ordine di battaglia
- Ispettorato generale (Roma)
- 1ª Legione universitaria "Principe di Piemonte" (Torino)
- 2ª Legione universitaria "Arnaldo Mussolini" (Milano)
- 3ª Legione universitaria "Dante Alighieri" (Firenze)
- 4ª Legione universitaria "Benito Mussolini" (Roma)
- 5ª Legione universitaria "Goffredo Mameli" (Napoli)
- 6ª Legione universitaria "San Giorgio" (Genova)
- 7ª Legione universitaria "Guglielmo Marconi" (Bologna)
- 8ª Legione universitaria "Emilio Ingravalle" (Bari)
- 9ª Legione universitaria "Michele Marrone" (Palermo)
- Coorte universitaria autonoma (Pavia)
- Coorte universitaria autonoma (Padova)
- Coorte universitaria autonoma (Venezia)
- Coorte universitaria autonoma (Trieste)
- Coorte universitaria autonoma  (Parma)
- Coorte universitaria autonoma  (Ferrara)
- Coorte universitaria autonoma "Ciro Menotti" (Modena)
- Coorte universitaria autonoma  (Pisa)
- Coorte universitaria autonoma  (Siena)
- Coorte universitaria autonoma  (Urbino)
- Coorte universitaria autonoma  (Macerata)
- Coorte universitaria autonoma  (Perugia)
- Coorte universitaria autonoma  (Camerino)
- Coorte universitaria autonoma  (Messina)
- Coorte universitaria autonoma  (Catania)
- Coorte universitaria autonoma  (Cagliari)
- Coorte universitaria autonoma  (Sassari)
- Centuria universitaria autonoma  (Tripoli)
- Centuria universitaria autonoma  (Addis Abeba)